# Türkisch-zyprische Beziehungen
Die Türkisch-zyprischen Beziehungen sind das zwischenstaatliche Verhältnis zwischen der Türkei und Zypern. Seit der türkischen Militärintervention von 1974 infolge eines pro-griechischen Putsches ist Zypern de facto in einen griechisch-zyprischen Süden und einen türkisch-zyprischen Norden getrennt. Die Türkei erkennt die international anerkannte Regierung der Republik Zypern nicht an und unterhält keine diplomatischen Beziehungen zu ihr. Stattdessen betrachtet Ankara ausschließlich die im Norden ausgerufene Türkische Republik Nordzypern als Staat, die jedoch außer von der Türkei von keinem anderen Land anerkannt wird und wirtschaftlich und politisch nahezu vollständig von der Türkei abhängig ist. Dieses ungelöste Kernproblem belastet bis heute alle Bereiche der zyprisch-türkischen Beziehungen. So hat die Türkei ein Handelsboykott gegen die Republik Zypern verhängt, welche im Gegenzug als EU-Mitglied seit 2004 die Annäherung der Türkei an die Europäische Union blockiert hat.

## Geschichte

### Osmanische Herrschaft (1571–1878)
Zypern stand von 1571 bis 1878 unter osmanischer Herrschaft. Nach der Eroberung von der Republik Venedig siedelte die osmanische Verwaltung zehntausende Muslime aus Anatolien auf der Insel an, was zur Entstehung einer türkisch-zyprischen Gemeinschaft führte. Zugleich erhielt die griechisch-orthodoxe Kirche umfangreiche Autonomierechte, während die lateinische (katholische) Hierarchie der Venezianer beseitigt wurde. In den ersten Jahrhunderten der osmanischen Epoche lebten die griechischen und türkischen Zyprer weitgehend segregiert, ohne enge soziale Kontakte zueinander.  Ab dem 19. Jahrhundert wuchsen außerdem die Spannungen: Im Zuge des griechischen Unabhängigkeitskrieges kam es 1821 auch auf Zypern zu antiosmanischen Unruhen. Die Behörden schlugen den Aufstand brutal nieder und ließen den Erzbischof sowie Hunderte prominente Zyprer hinrichten. Um weitere Revolten zu vermeiden, räumte Konstantinopel der griechisch-zyprischen Elite danach größere Mitbestimmungsrechte ein. 1878 schließlich übertrug das Osmanische Reich im Rahmen eines Geheimabkommens – vor dem Hintergrund des Russisch-Osmanischen Krieges – die Verwaltung Zyperns an Großbritannien, behielt aber nominell die Souveränität. Als das Osmanische Reich im Ersten Weltkrieg an der Seite der Mittelmächte kämpfte, annektierte London 1914 die Insel einseitig; die junge Republik Türkei bestätigte den Verlust Zyperns im Vertrag von Lausanne 1923 endgültig und erkannte die britische Hoheit an.

### Britisches Zypern (1878–1960)
Unter britischer Verwaltung (ab 1925 formell Kronkolonie) entwickelte sich der Zypernkonflikt schrittweise zu einer internationalen Frage. Die griechisch-zyprische Bevölkerungsmehrheit forderte zunehmend die Enosis, also die Vereinigung mit Griechenland, während die türkische Minderheit (etwa 18 % der Inselbewohner) eine Teilung (Taksim) oder den Verbleib unter britischer Herrschaft bevorzugte. Großbritannien verfolgte eine koloniale Teile-und-herrsche-Politik, um die Enosis-Bestrebungen einzudämmen: Die Kolonialmacht spielte die beiden Volksgruppen gegeneinander aus und zog ab den 1950er-Jahren auch die Türkei in den Konflikt hinein. 1955 begann die griechisch-zypriotische Untergrundorganisation EOKA unter Georgios Grivas einen Guerillakampf gegen die britische Herrschaft mit dem Ziel der Vereinigung mit Griechenland. Gleichzeitig formierten sich auf türkischer Seite bewaffnete Gruppen (u. a. die TMT unter Rauf Denktaş), die von Ankara unterstützt wurden und eine Aufteilung der Insel anstrebten.
Die wachsende Gewalt zwischen EOKA-Mitgliedern, türkisch-zyprischen Milizen und den Kolonialbehörden forderte zahlreiche Opfer und zwang viele türkische Zyprer, aus gemischten Gebieten in sichere Enklaven umzuziehen. Ab 1956 signalisierte London, dass neben dem griechischen auch dem türkischen Bevölkerungsteil ein Recht auf Selbstbestimmung (bis hin zur Teilung) zustehe. Schließlich einigten sich Großbritannien, die Türkei und Griechenland – zusammen mit den Vertretern der beiden zyprischen Volksgruppen – 1959 im Zürcher und Londoner Abkommen auf eine Kompromisslösung, die zur Unabhängigkeit Zyperns führten. Die Abkommen sahen einen bikommunalen Staat vor, in dem Macht und Ämter zwischen griechischen und türkischen Zyprioten im festgelegten Verhältnis aufgeteilt wurden, und garantierten die neue Ordnung durch die drei „Garantiemächte“ Großbritannien, Türkei und Griechenland, denen bei Verstößen gegen das Abkommen ein Recht auf militärische Intervention zugesprochen wurde. Am 16. August 1960 wurde die Republik Zypern offiziell gegründet und von beiden Volksgruppen zunächst gemeinsam regiert.

### Unabhängigkeit und Krise 1960–1974
Die machtpolitische Balance der jungen Republik Zypern erwies sich schon bald als instabil. Präsident Erzbischof Makarios III. und Vizepräsident Fazıl Küçük standen einer schwerfälligen Machtteilung gegenüber, bei der die türkische Minderheit (rund 18 % der Bevölkerung) im Staatsapparat proportional überrepräsentiert war (das Parlament etwas setzte sich aus 35 griechischen und 15 türkischen Abgeordneten zusammen). Im November 1963 schlug Makarios 13 Verfassungsänderungen vor, die auf eine Entmachtung der türkischen Zyprer abzielten (u. a. Abschaffung des Vetorechts des türkischen Vizepräsidenten). Die türkisch-zyprische Führung und die Türkei als ihre Schutzmacht lehnte diese Änderungen entschieden ab, und kurz darauf kam es im Dezember 1963 zu bewaffneten Zusammenstößen zwischen beiden Volksgruppen. Die schwersten Unruhen um Weihnachten 1963 – von den türkischen Zyprern als „Blutige Weihnachten“ bezeichnet – forderten zahlreiche Tote und führten dazu, dass die türkisch-zyprischen Beamten und Abgeordneten sich aus der Regierung und dem Parlament zurückzogen.  In der Folge zerbrach die gemeinsame Verwaltung: Die Republik Zypern wurde faktisch eine griechisch-zyprische Regierung, während sich die türkischen Zyprer in Enklaven selbst verwalteten.

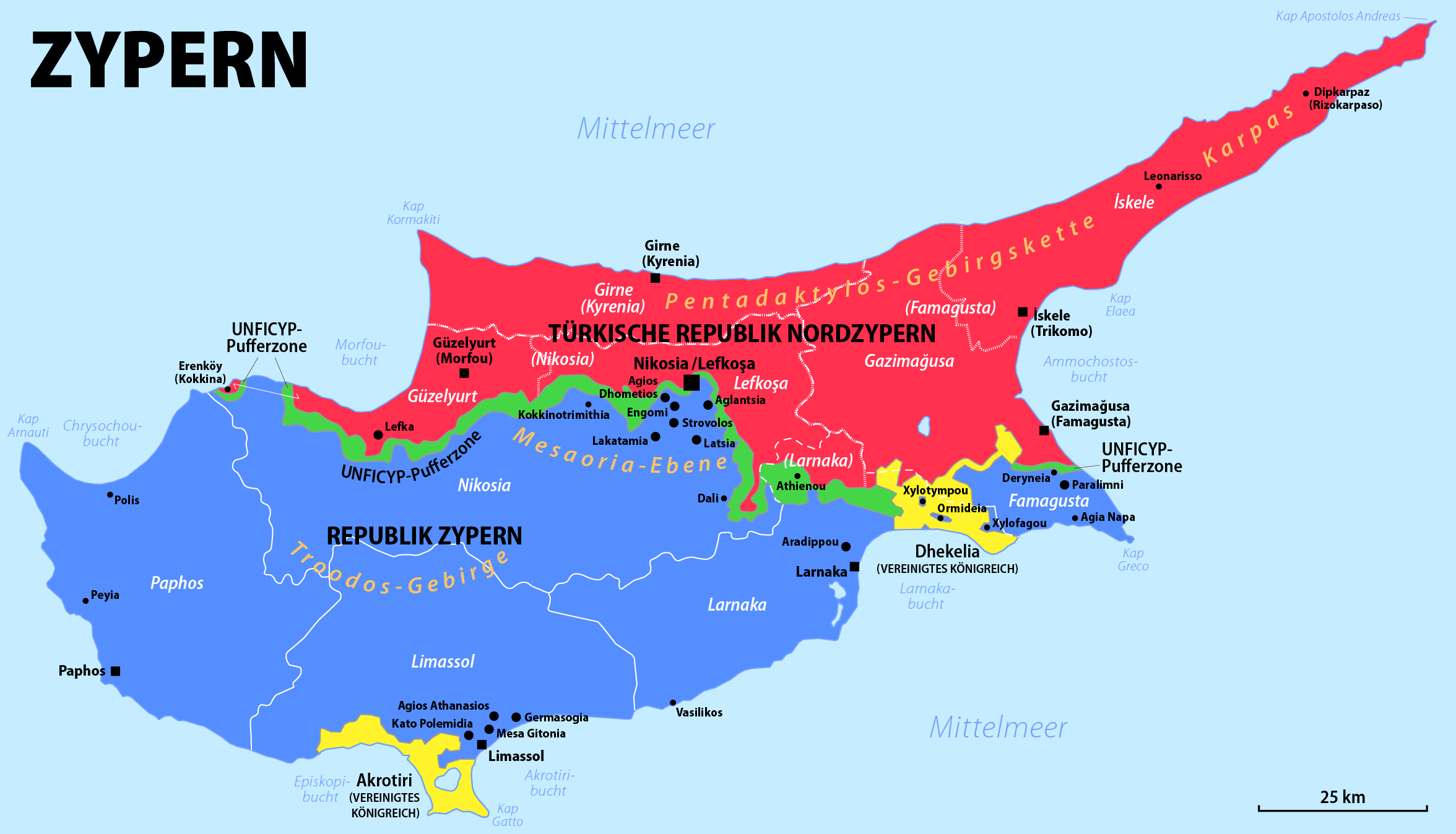
Das geteilte Zypern mit UN-Pufferzone und britischen Militärbasen

Die Vereinten Nationen entsandten im März 1964 die Friedensmission UNFICYP, die bis heute auf der Insel stationiert ist, um einen offenen Bürgerkrieg zu verhindern. Trotzdem flammten die Konflikte periodisch auf (etwa Gefechte bei Kofinou 1967), und die Türkei drohte mehrfach mit einer Intervention zum Schutz der türkischen Zyprer. Am 15. Juli 1974 unternahm die in Athen herrschende griechische Militärjunta einen Staatsstreich gegen Makarios, um die Enosis doch noch zu vollziehen. Fünf Tage später reagierte die Türkei unter Berufung auf das Garantieabkommen von 1960 mit einer Militärintervention: Türkische Truppen landeten am 20. Juli 1974 im Norden Zypern. In zwei Offensivwellen (Juli und August 1974) brachten sie fast 40 % des Staatsgebiets unter ihre Kontrolle, darunter die Städte Kyrenia und Famagusta. Etwa 3.400 griechische Zyprioten kamen während der Kämpfe ums Leben oder gelten seither als vermisst, und rund 165.000 mussten aus dem Nordteil fliehen. Zugleich wurden etwa 45.000 türkische Zyprioten aus dem Süden vertrieben und in den türkisch besetzten Zonen angesiedelt. Die Insel war nun faktisch geteilt; am 16. August 1974 trat ein von den UN überwachter Waffenstillstand in Kraft, der die bis heute bestehende demarkierte Grüne Linie schuf.

### Beziehungen seit der Teilung (seit 1974)
Seit der Teilung Zyperns 1974 unterhält die Republik Türkei keine offiziellen Beziehungen mehr zur Republik Zypern. Die Türkei etablierte stattdessen im Norden eine abhängige Marionettenregierung: Am 15. November 1983 rief die türkisch-zyprische Führung unter Rauf Denktaş einseitig die Türkische Republik Nordzypern (TRNZ) aus, die bis heute ausschließlich von der Türkei als unabhängig anerkannt wird. Ankara betrachtet die Regierung in Nikosia lediglich als Verwaltung des Südteils und verweigert ihr jede diplomatische Anerkennung. In den folgenden Jahrzehnten blieben alle Vermittlungsversuche zur Überwindung der Inselteilung ergebnislos. Zwar einigten sich beide Volksgruppen bereits 1977/79 prinzipiell auf das Ziel einer bizonalen, bikommunalen Föderation, doch konkrete Pläne scheiterten immer wieder. Ein Höhepunkt war der vom UN-Generalsekretär Kofi Annan vorgelegte Annan-Plan, über den 2004 in getrennten Referenden abgestimmt wurde. Während 65 % der türkischen Zyprioten dem umfangreichen Wiedervereinigungsplan zustimmten, lehnten ihn 76 % der griechischen Zyprioten ab, wodurch die Lösung scheiterte.
Die Republik Zypern trat daraufhin am 1. Mai 2004 geteilt der EU bei – das EU-Recht gilt allerdings im Nordteil bis auf Weiteres ausgesetzt. Ein weiterer Anlauf zur Föderationsbildung endete im Juli 2017 ergebnislos, als die Verhandlungen auf der internationalen Zypern-Konferenz in Crans-Montana ohne Einigung abgebrochen wurden. Seither verfolgt die türkische Regierung unter Präsident Erdoğan einen Kurswechsel in der Zypernpolitik: Ankara und die türkisch-zyprische Führung erklären nun offen, dass nur eine dauerhafte Zwei-Staaten-Lösung auf der Insel realistisch sei. Diese Position steht im Gegensatz zu den UN-Friedensplänen und wird von Zypern, Griechenland und der EU strikt abgelehnt. Die Fronten haben sich dadurch weiter verhärtet. Die Türkei stationiert weiterhin Soldaten in Nordzypern und behält in dem Gebiet politischen, wirtschaftlichen und militärischen Einfluss (zunehmend auch gegen Widerstände vonseiten der Zyperntürken). Wiederkehrende Spannungen – etwa um die Erdgasförderung vor der Küste Zyperns oder um die teilweise Öffnung der verlassenen Küstenstadt Varosia im Jahr 2020 – prägen seither das konfliktreiche Verhältnis der beiden Staaten.

## Wirtschaftsbeziehungen
Direkte Wirtschaftsbeziehungen zwischen der Republik Zypern (dem griechisch kontrollierten Süden) und der Türkei sind aufgrund der Nichtanerkennung und gegenseitiger Restriktionen äußerst begrenzt. Bereits seit 1987 verbietet Ankara Schiffen unter zyprischer Flagge das Anlaufen türkischer Häfen (ein Embargo das 2023 sogar verschärft wurde). Zudem weigert sich die Türkei trotz eingegangener EU-Verpflichtungen, ihre Häfen und Flughäfen für Verkehrsmittel aus Zypern zu öffnen. Dieses Verkehrs- und Handelsembargo wurde 2006 zum Gegenstand der EU-Türkei-Beitrittsverhandlungen: Wegen Ankaras Verstoß gegen das sogenannte Ankara-Protokoll (Ausdehnung der Zollunion auf Zypern) setzte die EU im Dezember 2006 acht Verhandlungskapitel mit der Türkei aus. Die türkische Regierung knüpfte ein Einlenken in der Hafenfrage an Bedingungen – sie forderte die gleichzeitig erlaubte Aufnahme direkten Handels zwischen der EU und dem isolierten Nordzypern, was jedoch von der Republik Zypern blockiert wurde. Seither ist keine Seite von ihrer Position abgerückt, sodass der bilaterale Handel nur auf niedrigem Niveau fortbesteht. Offizielle Direktinvestitionen oder Tourismus zwischen dem Süden Zyperns und der Türkei finden kaum statt, da es weder Flugverbindungen noch diplomatische Abkommen gibt.
Die Wirtschaft Nordzyperns hingegen ist völlig von Ankara abhängig: Die Türkei trägt einen erheblichen Teil des Budgets der TRNZ und finanziert Löhne, Infrastruktur und Energieversorgung im Norden. Zugleich beansprucht die Türkei Einfluss auf die Ressourcen vor der Küste Zyperns. Sie bestreitet das alleinige Erdgas-Förderrecht der Republik Zypern und verlangt eine Aufteilung der Erlöse mit den türkischen Zyprern. In den letzten Jahren führte Ankara unerlaubte Erdgas-Erkundungsbohrungen in der zyprischen Ausschließlichen Wirtschaftszone (AWZ) durch, was von der EU als Verletzung des Völkerrechts verurteilt wurde. Als Reaktion verhängte die EU 2019 erstmals Sanktionen gegen Verantwortliche dieser türkischen Offshore-Bohraktivitäten.

## Kultur und Migration
Die anhaltende Teilung und die selektiven Migrationsströme haben auch die kulturellen Beziehungen zwischen Zypern und der Türkei tiefgreifend beeinflusst. Durch die Ereignisse von 1974 kam es zu einem nahezu vollständigen Bevölkerungsaustausch: Rund 165.000 griechische Zyprioten flohen damals aus dem Norden in den Süden, während etwa 45.000 türkische Zyprioten aus dem Süden in den Nordteil übersiedelten.  In den folgenden Jahrzehnten veranlasste die Türkei die Ansiedlung von über Hunderttausend Festland-Türken in Nordzypern, denen die Häuser und Ländereien der geflohenen Griechen übertragen wurden. Offiziellen Angaben zufolge stellen diese Siedler und ihre Nachkommen inzwischen etwa die Hälfte der Bevölkerung im Nordteil, unabhängige Beobachter halten den Anteil sogar für noch höher. Die demografische Veränderung führt zu Spannungen zwischen den alteingesessenen türkischen Zyprern und den neu angesiedelten Bürgern aus der Türkei. Viele türkisch-zyprische Einheimische hegen die Sorge, in ihrem eigenen Land zur Minderheit zu werden und ihre spezifische Identität zu verlieren. Tatsächlich pflegten die türkischen Zyprioten traditionell eine vergleichsweise säkulare und liberale Lebensart, während ein Teil der Zuwanderer aus Anatolien konservativere Werte und engere Bindungen an die Türkei mitbrachte.
Kultureller Austausch zwischen den Gemeinschaften war nach 1974 über Jahrzehnte kaum möglich: Die trennende „Grüne Linie“ schnitt Familien, Gemeinden und die Bildungs- sowie Kultursphäre entzwei. Erst im Jahr 2003 wurden die ersten Grenzübergänge geöffnet, was Besuche und Kontakte zwischen gewöhnlichen Bürgern beider Seiten erleichterte.  Seither hat sich insbesondere in der Hauptstadt Nikosia (griechisch Lefkosía/türkisch Lefkoşa) ein begrenzter interkommunaler Austausch entwickelt – etwa durch gemeinsame Kulturprojekte und zaghafte zivilgesellschaftliche Initiativen. Dennoch leben die meisten Zyprioten weiter in getrennten Welten: Medien, Bildung und Alltag orientieren sich im Süden stark an Griechenland und im Norden an der Türkei. Viele junge türkische Zyprioten studieren oder arbeiten in der Türkei oder in Westeuropa, und es existiert eine große türkisch-zyprische Diaspora (insbesondere in Großbritannien, wo schätzungsweise über 100.000 türkische Zyprioten leben). Die Migration wirkt somit in beide Richtungen: Einerseits wanderten Tausende türkische Zyprioten in den letzten Jahrzehnten ins Ausland aus (oft aus wirtschaftlichen Gründen), andererseits verstärkte sich der Zuzug von türkischen Staatsbürgern nach Nordzypern. Griechische Zyprioten betrachten die türkische Siedlungspolitik im Norden als bewusste „Türkisierung“ eines Landesteils mit jahrhundertealter griechischer Prägung, während auch türkische Zyprioten um den Verlust ihrer eigenständigen Identität fürchten.